# Carl August von Stutterheim

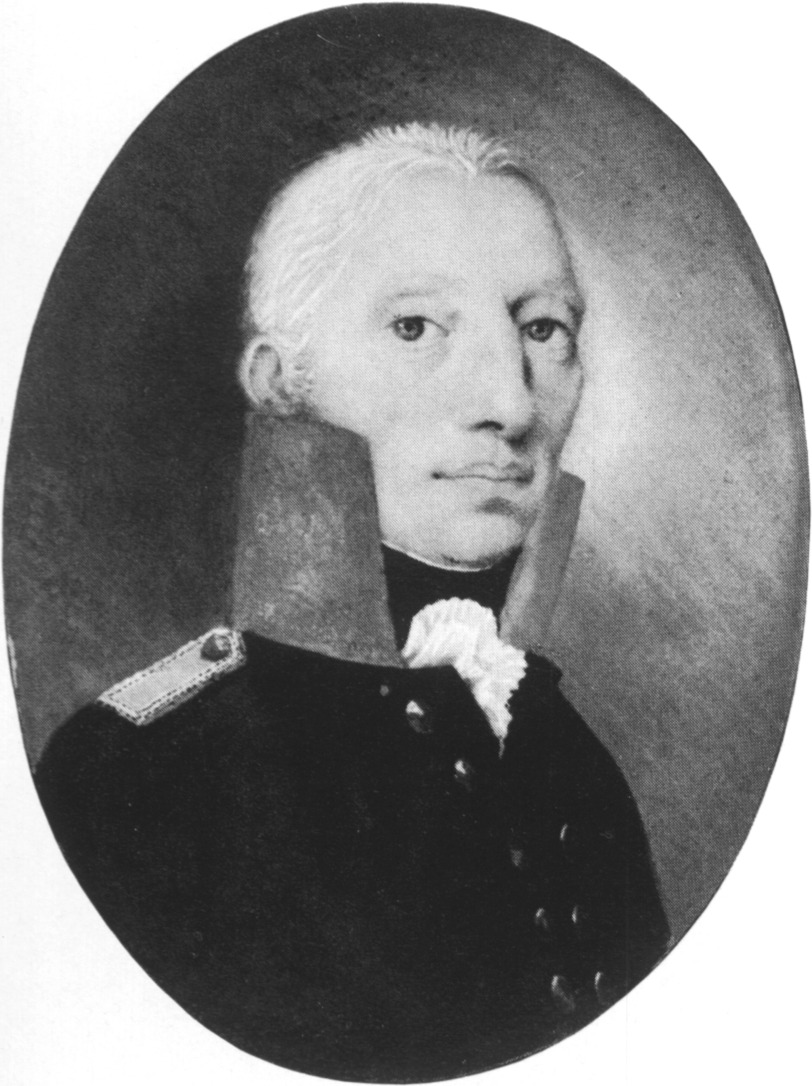
Carl August von Stutterheim

Carl August von Stutterheim (* 20. September 1759 in Lübben; † 9. Juni 1820 in Schweidnitz) war ein preußischer Generalmajor.

## Leben

### Herkunft
Carl August war Angehöriger der ursprünglich aus Thüringen herstammenden Adelsfamilie von Stutterheim. Seine Eltern waren der polnische und kursächsische Kapitän, Landesdeputierter des Kreises Lübben (1767–1774) und  Landesältester zu Lübben (1774–1805), sowie Erbherr auf Wiese (bis 1792) und Steinkirchen (1792–1798), Ernst Abraham von Stutterheim (1723–1816) und Konstantine Wilhelmine von Luck (1734–1816).

### Werdegang
Stutterheim trat 1773 als Gefreiterkorporal in das Infanterieregiment „von Bülow“ der preußischen Armee ein. Er avancierte 1774 zum Portepeefähnrich und 1776 zum Fähnrich. In diesem Rang nahm er mit dem Regiment am bayerischen Erbfolgekrieg teil. Bis 1792 avancierte er zum Stabskapitän und rückte mit dem preußischen Kontingent nach Polen aus, um den Kościuszko-Aufstand mit niederzuwerfen. 1797 wurde er Kapitän und Kompaniechef in Infanterieregiment „von Courbière“, wonach seine Beförderung zum Major 1803 erfolgte.  Im Vierten Koalitionskrieg geriet er beim Gefecht bei Christburg unverschuldet in französische Gefangenschaft. Erst 1808 konnte er zum 2. Westpreußischen Infanterieregiment (Nr. 7) zurückkehren.
Er stieg 1812 zum Oberstleutnant auf und ging 1813 als Brigadier zur Schlesischen Landwehr, wurde noch 1813 zum Oberst befördert und erhielt ebenfalls noch 1813 das Kommando des 11. Reserveinfanterieregiments (Nr. 23). In den Befreiungskriegen nahm er an der Schlacht bei Dennewitz und der Belagerung von Antwerpen teil. Noch in 1813 wurde Stutterheim Brigadekommandeur im III. Armee-Korps (Bülow) und erhielt für seinen Einsatz bei Dennewitz das Eiserne Kreuz II. Klasse. 1814 avancierte er zum Generalmajor und erhielt den Orden Pour le Mérite mit Eichenlaub. 1815 wurde er erst Chef der 20. Brigade im V. Armee-Korps (Yorck) und dann Landwehrinspekteur in Schlesien.
Noch 1820 übernahm Stutterheim als Kommandeur die 9. Landwehrbrigade.

### Familie
Stutterheim vermählte sich 1794 in Berlin mit Henriette Friederike Karoline von Bockelberg (1768–1826), Tochter des preußischen Generalmajors Ernst Friedrich von Bockelberg (1727–1796). Aus der Ehe sind sieben Kinder hervorgegangen, von denen jedoch lediglich drei Töchter den Vater überlebten:
- Johanna Wilhelmine Mathilde (1801–1874), ⚭ 1821 Friedrich von der Lieres und Wilkau (1768–1830), preußischer Rittmeister, Erbherr auf Dahme
- Caroline Adelheid (1803–1872), ⚭ 1826 Graf Thaddäus von Garczinski (1791–1863), preußischer Kammerherr, Ehrenritter des souveränen Malteserordens, Erbherr auf Bentschen und Garczyn
- Auguste Caroline (1804–1878), ⚭ 1828 Eduard von Olberg (1800–1863), preußischer Generalmajor